# José María Fernández del Río (Espagne)
Pour les articles homonymes, voir José María Fernández del Río.
José María Fernández del Río, né à Cármenes (province de Léon) en 1938, est un architecte et homme politique espagnol.

## Biographie
Il fut gouverneur civil de Grenade (1976-1979) puis de Valence (1979-1982). Dans le cadre de ces fonctions, les secteurs valencianistes lui reprochèrent à diverses reprises l'inaction des forces policières dans la lutte contre la violence blavériste au cours de la Bataille de Valence,,. Le 20 décembre 1980, il décerna le prix du mérite civil à la journaliste María Consuelo Reyna, qui s'était distinguée en faisant adopter une ligne très anticatalaniste aux journal Las Provincias lors de cette même période. Il fut a posteriori soupçonné de complicité avec les militaires auteurs de la tentative de coup d'État du 23 février 1981, au cours duquel l'état de siège fut décrété dans la ville de Valence, occupée par des tanks ; il démentit ces accusations en 2011, à l'occasion du 30e anniversaire des événements, après 30 ans de silence,.

### Audiovisuel
- (ca) Del roig al blau. la transició valenciana, de Llorenç  Soler, de Miquel  Francés, Universitat de València, 2004, DVC-PRO [présentation en ligne]